# Elmar Qasımov
Elmar Qasımov (azerbajdzjanska: Elmar Qasımov), född den 2 november 1990 i Xırdalan, är en azerisk judoutövare.
Han tog OS-silver i de olympiska judo-turneringarna vid olympiska sommarspelen 2016 i Rio de Janeiro i herrarnas halv tungvikt..